# Seznam doplňovacích voleb do Senátu Parlamentu České republiky
Doplňovací volby do Senátu Parlamentu České republiky se podle § 80 zákona o volbách do Parlamentu České republiky (č. 247/1995 Sb.) konají, pokud v průběhu volebního období mandát senátora zanikl. Nově zvolený senátor pak svůj mandát vykonává jen po zbytek volebního období ze zaniklého mandátu. Prezident musí stanovít den jejich konání tak, aby se konaly nejpozději 90 dnů poté, kdy zanikl mandát senátora. Doplňovací volby se nekonají v posledním roce před uplynutím volebního období senátora.

## Seznam doplňovacích voleb
1999
- 27.–28. srpna 1999 – po úmrtí Václava Bendy v obvodu č. 27 – Praha 1 zvolen Václav Fischer (nestraník)

2003
- 31. října – 1. listopadu, 7.–8. listopadu 2003 – po zániku mandátu Pavla Rychetského v obvodu č. 12 – Strakonice zvolen Josef Kalbáč (KDU-ČSL)
- 7.–8., 14.–15. listopadu 2003 – po zániku mandátu Dagmar Lastovecké v obvodu č. 58 – Brno-město zvolen Karel Jarůšek (ODS)

2004
- 8.–9., 15.–16. října 2004
  - po zániku mandátu Josefa Zieleniece v obvodu č. 20 – Praha 4 zvolen František Příhoda (ODS)
  - po zániku mandátu Vladimíra Železného v obvodu č. 54 – Znojmo zvolen Milan Špaček (KDU-ČSL)

2007
- 13.–14., 20.–21. dubna 2007 – po rezignaci Petra Skály v obvodu č. 5 – Chomutov zvolen Václav Homolka (KSČM)
- 27.–28. dubna, 4.–5. května 2007 – po zániku mandátu Jitky Seitlové v obvodu č. 63 – Přerov zvolen Jiří Lajtoch (ČSSD)

2011
- 18.–19., 25.–26. března 2011 – po úmrtí Jiřího Dienstbiera v obvodu č. 30 – Kladno zvolen Jiří Dienstbier mladší (ČSSD)

2014
- 10.–11., 17.–18. ledna 2014 – po zániku mandátu Tomia Okamury v obvodu č. 80 – Zlín zvolen Patrik Kunčar (KDU-ČSL)
- 19.–20., 26.–27. září 2014 – po zániku mandátu Jaromíra Štětiny v obvodu č. 22 – Praha 10 zvolena Ivana Cabrnochová (SZ)

2018
- 5.–6., 12.–13. ledna 2018 – po zániku mandátu Jiřího Hlavatého v obvodu č. 39 – Trutnov zvolen Jan Sobotka (nestraník za STAN)
- 18.–19., 25.–26. května 2018 – po rezignaci Františka Čuby v obvodu č. 78 – Zlín zvolen Tomáš Goláň (nestraník za Senátor 21)

2019
- 5.–6., 12.–13. dubna 2019 – po rezignaci Zuzany Baudyšové v obvodu č. 24 – Praha 9 zvolen David Smoljak (nestraník za STAN)

2020
- 5.–6., 12.–13. června 2020 – po úmrtí Jaroslava Kubery v obvodu č. 32 – Teplice zvolen Hynek Hanza (ODS)

2025
- 17.–18. ledna 2025 – po úmrtí Romana Krause v obvodu č. 60 – Brno-město zvolen Zdeněk Papoušek (nestraník za ODS)